# 삼성 미식
삼성 미식(Samsung Mythic, Samsung A897)는 삼성전자가 2009년에 출시했던 휴대 전화이다.